# Sho Ko

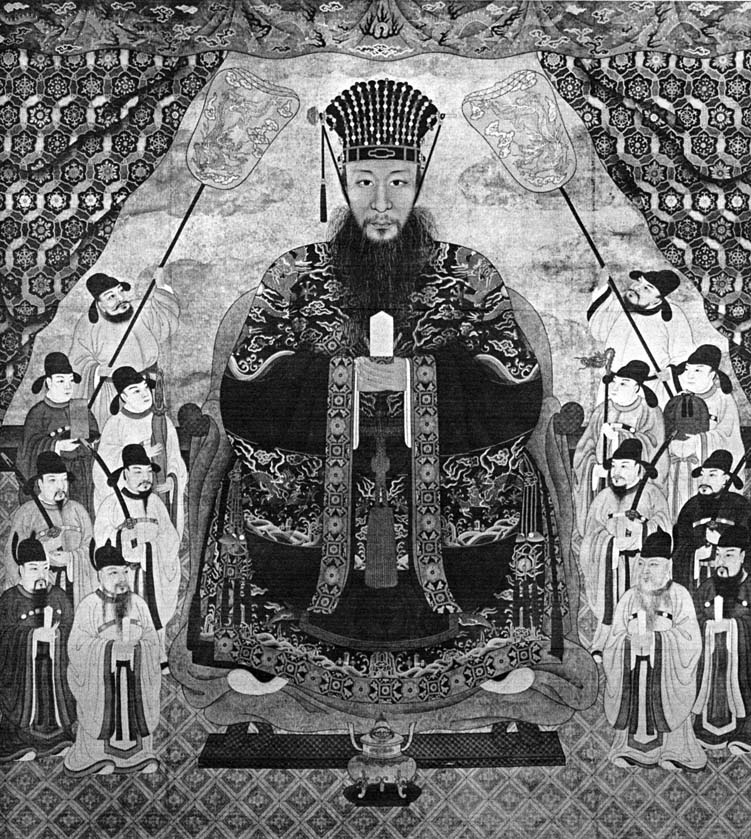
Pintura de Sho Ko, datada do século XIX.

Sho Ko (尚灝, Shō Kō) foi um dos reis de Oquinaua. Viveu de 1787 a 1839 e ocupou o trono entre 1804 e 1828, quando se viu forçado a abdicar em favor de seu filho, Sho Iku, que a última das duas vezes em um monarca afastou-se do trono. Era conhecido também por Shang Cheng, em chinês. Teve no seu séquito militar o célebre mestre Sokon Matsumura.